# Chiesa di San Francesco (Rieti)
La chiesa di San Francesco è uno dei principali edifici religiosi di Rieti. È la seconda chiesa al mondo in ordine cronologico ad essere stata dedicata al culto di San Francesco, dopo l'omonima basilica di Assisi. Oltre alla chiesa, il complesso comprende un convento (oggi adibito a sede del liceo scientifico della città), e un piccolo oratorio intitolato a San Bernardino.
È luogo di grande devozione anche per Sant'Antonio di Padova: al suo interno è conservata la statua che viene portata in processione nella tradizionale processione dei Ceri, che ha sempre inizio da questa chiesa.

## Storia

### Fondazione

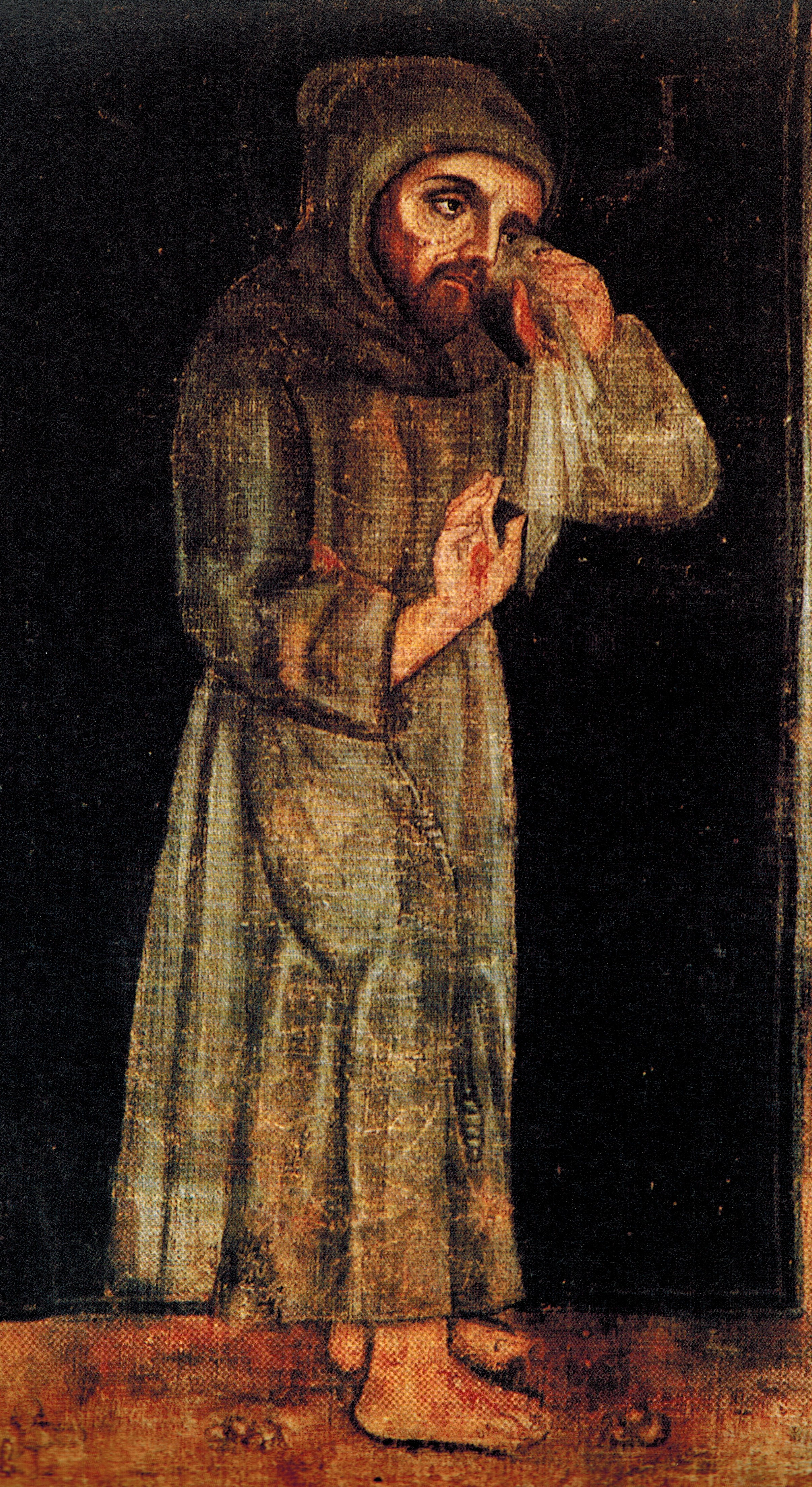
San Francesco in un ritratto eseguito durante la sua permanenza nella Valle Santa reatina

La struttura trae le proprie origini dallo stesso Francesco d'Assisi, il quale soggiornò più volte nella valle reatina, dove ebbero luogo avvenimenti importanti della sua vita (come la rappresentazione del Presepe, la stesura del Cantico delle creature e della Regola definitiva dell'ordine) e lasciò numerose tracce (fondando i quattro santuari di Greccio, La Foresta, Poggio Bustone e Fonte Colombo).
Nel corso della sua visita a Rieti del 1210, Francesco fece costruire un piccolo oratorio per la cura degli infermi, situato accanto al preesistente ospedale di Santa Croce. Attorno a questo oratorio si radunarono i seguaci del santo, che andarono via via crescendo col passare degli anni, dando vita al primo insediamento dei Frati Minori Conventuali francescani nella città.
Dopo la morte e la canonizzazione di Francesco, la comunità francescana reatina si dotò di una chiesa, che venne autorizzata con la bolla pontificia promulgata nel 1245 papa Innocenzo IV. La costruzione dell'edificio iniziò in quello stesso anno e si concluse nel 1253.
Fu la seconda chiesa al mondo ad essere dedicata al culto di San Francesco, dopo l'omonima basilica di Assisi.
In quel periodo, in cui Rieti godeva di prosperità economica ed il Papa frequentemente faceva del Palazzo Vescovile la sua sede, furono erette in città anche le chiese degli altri ordini mendicanti: Sant'Agostino e San Domenico.

### Evoluzione

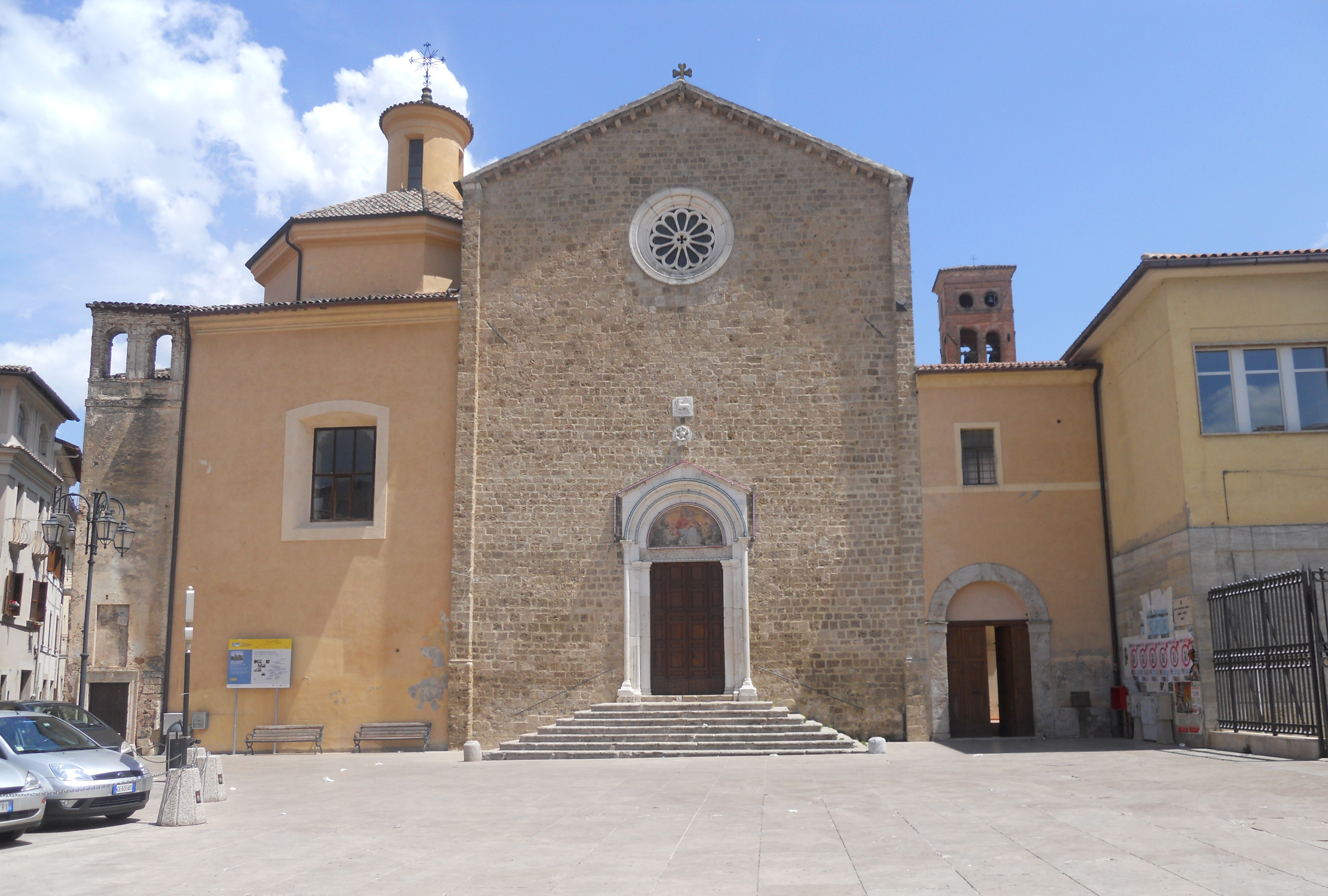
L'esterno della chiesa

Ben presto il convento assunse grande importanza, per il numero e la validità dei frati che ospitava. A testimonianza di ciò, nel 1260 San Bonaventura lo elevò a "capo della custodia di Rieti", ponendo sotto la sua giurisdizione ben quindici conventi; inoltre, sempre per l'importanza del convento, nel 1262 papa Urbano IV negò la richiesta dei cittadini reatini di costruire un ponte nei suoi pressi.
Nel 1463 presso la chiesa si costituì la compagnia di San Bernardino, che negli anni seguenti (ma certamente prima del 1477) eresse l'omonimo oratorio, collocato a fianco della chiesa, probabilmente nel luogo dove si trovava l'antica cappella della Santa Croce. Nel secolo successivo (prima del 1574) l'oratorio fu ampliato; in epoca successiva fu ulteriormente abbellito con stucchi e affreschi di Tobia Cicchini e con tele di Ascanio Manenti.
Nel Seicento il convento era tra i seminari più importanti d'Italia.
Trovandosi a breve distanza dal fiume Velino, la chiesa veniva frequentemente allagata dalle esondazioni del fiume. Per evitare i danni, nel 1636 il pavimento della chiesa venne alzato di circa due metri. In tale occasione, alla confraternita di San Bernardino venne concesso l'uso della cappella di San Francesco, posta all'interno della chiesa.

### Epoca moderna
Il convento venne chiuso in epoca napoleonica, definitivamente soppresso nel 1866 e ceduto al Comune di Rieti nel 1873. La chiesa fu lasciata ai francescani. Espropriato ai francescani dopo l'unità d'Italia, l'edificio del convento fu adibito a manicomio provinciale.
In seguito all'unità d'Italia e all'annessione di Rieti nel regno d'Italia, il decreto del 21 giugno 1863 stabilì l'acquisizione del convento di San Francesco da parte del comune di Rieti. Negli anni successivi la struttura fu adibita a manicomio provinciale.

La chiesa in una foto del 1932, prima della demolizione dell'edificio alla sua destra

Negli anni venti, in occasione delle celebrazioni per il 7º centenario della morte di Francesco d'Assisi, la chiesa fu oggetto di vari interventi di restauro e abbellimento. All'interno, nel 1925 l'amministrazione provinciale di Roma (a cui Rieti apparteneva all'epoca) rifece il pavimento della navata in mattonelle di cemento, murando sulle pareti i bassorilievi che vi si trovavano fino ad allora. Nello stesso anno, la facciata venne liberata dall'intonaco, riportandola all'originario aspetto con conci in pietra a vista; nel 1926 venne inserito un rosone, disegnato dall'architetto Angiolo Mazzoni e realizzato nella bottega dei marmisti Cavoli; sulla sommità del timpano venne ricollocata la croce medievale. Durante i lavori, nell'abside venne rinvenuta una grande quadrifora gotica, quasi completa nei suoi elementi, che venne riportata alla vista e restaurata.
Alla fine degli anni trenta, con la costruzione del nuovo ospedale psichiatrico provinciale sulla via Terminillese, il convento rimase vuoto.
Nel 1953 vennero rinvenuti alcuni affreschi all'interno della chiesa, che vennero distaccati ed esposti nel Museo diocesano di Rieti.
Nel 2009 dietro uno strato di calce sono stati scoperti ulteriori affreschi, di scuola giottesca ma di autore ignoto, che occupano la parte superiore della parete della cappella laterale di sinistra.
In seguito il fabbricato del convento fu riconvertito ad edificio scolastico, ed oggi è la sede centrale del liceo scientifico Carlo Jucci. Di fronte al convento è stato costruito un edificio adibito a palestra della scuola, abbattendo gli edifici preesistenti che chiudevano il lato sud della piazza.
La chiesa è oggi di proprietà del Fondo Edifici di Culto del ministero dell'interno.
Nel 2019 l'edificio è stato dichiarato inagibile a causa di lesioni al tetto, e l'accesso ne è stato interdetto.

## Descrizione
Il complesso religioso di San Francesco è composto da vari fabbricati:
- La chiesa, con il suo corpo originario a croce latina e, sul suo lato sinistro, i corpi di fabbrica delle cappelle laterali aggiunte successivamente;
- Il piccolo oratorio di San Bernardino, a sinistra delle cappelle laterali;
- L'ex convento, sul lato destro della chiesa;
- Il campanile, sul lato destro della chiesa, dietro i fabbricati del convento.

### Esterno della chiesa

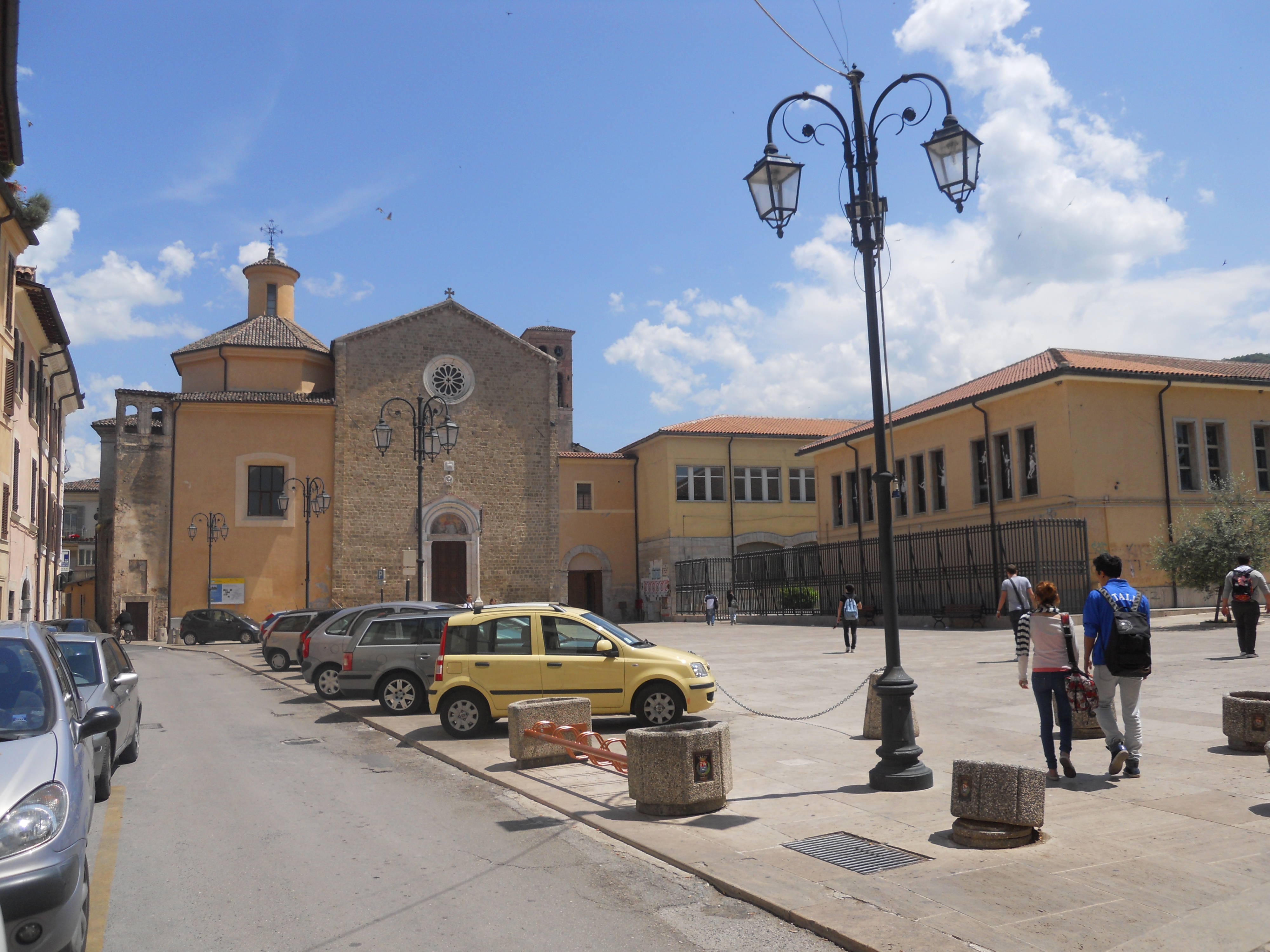
Piazza San Francesco con l'esterno della chiesa e del convento

L'esterno della chiesa è in stile stile romanico-gotico e realizzato in pietra, fatta eccezione per i corpi di fabbrica delle cappelle laterali che sono intonacati e si rifanno maggiormente al barocco.

#### Lato anteriore
La facciata, che affaccia su piazza San Francesco, è molto semplice: è di tipo a frontone e presenta ai lati due lesene appena accentuate.
Su di essa l'elemento di maggior pregio è il portale d'ingresso, a strombatura in travertino, sollevato da terra da sette gradini, incorniciato da alcune colonnine sui lati, che si raccordano con gli archetti della lunetta posta immediatamente sopra l'infisso in legno di forma rettangolare.
Sopra il portale la lunetta riporta l'affresco Madonna col Bambino, San Francesco e Sant'Antonio (1640) di Vincenzo Manenti.
Gli unici altri elementi di rilievo nella facciata sono il rosone, non originale, realizzato nel 1926 su disegno di Angiolo Mazzoni, e due bassorilievi incastonati sopra il portale, che raffigurano un agnello e un sole.
Il timpano è ornato con una mondanatura a dentelli e sulla sommità riporta una croce medievale, ricollocata in loco negli anni Venti.
Sulla sinistra della facciata, si trova il corpo di fabbrica delle cappelle laterali, che esternamente appare come un muro intonacato su cui si apre un finestrone. Ciascuna delle tre cappelle è sormontata da una cupola a pianta ottagonale, meglio visibili dal fianco su via San Francesco.
A sinistra della chiesa vera e propria, si trova ingresso dell'oratorio; a destra, gli ingressi dell'ex convento.

#### Lato posteriore
Il lato posteriore affaccia su un piazzale sterrato di pertinenza della parrocchia e adibito a parcheggio, recintato ma usualmente aperto. Da lì è possibile osservare gli imponenti volumi dei due transetti, delle due cappelle di fondo, e dell'abside a pianta quadrata. Sulla parete di quest'ultima, dietro l'altare principale, si apre una grande quadrifora gotica.

### Interno della chiesa

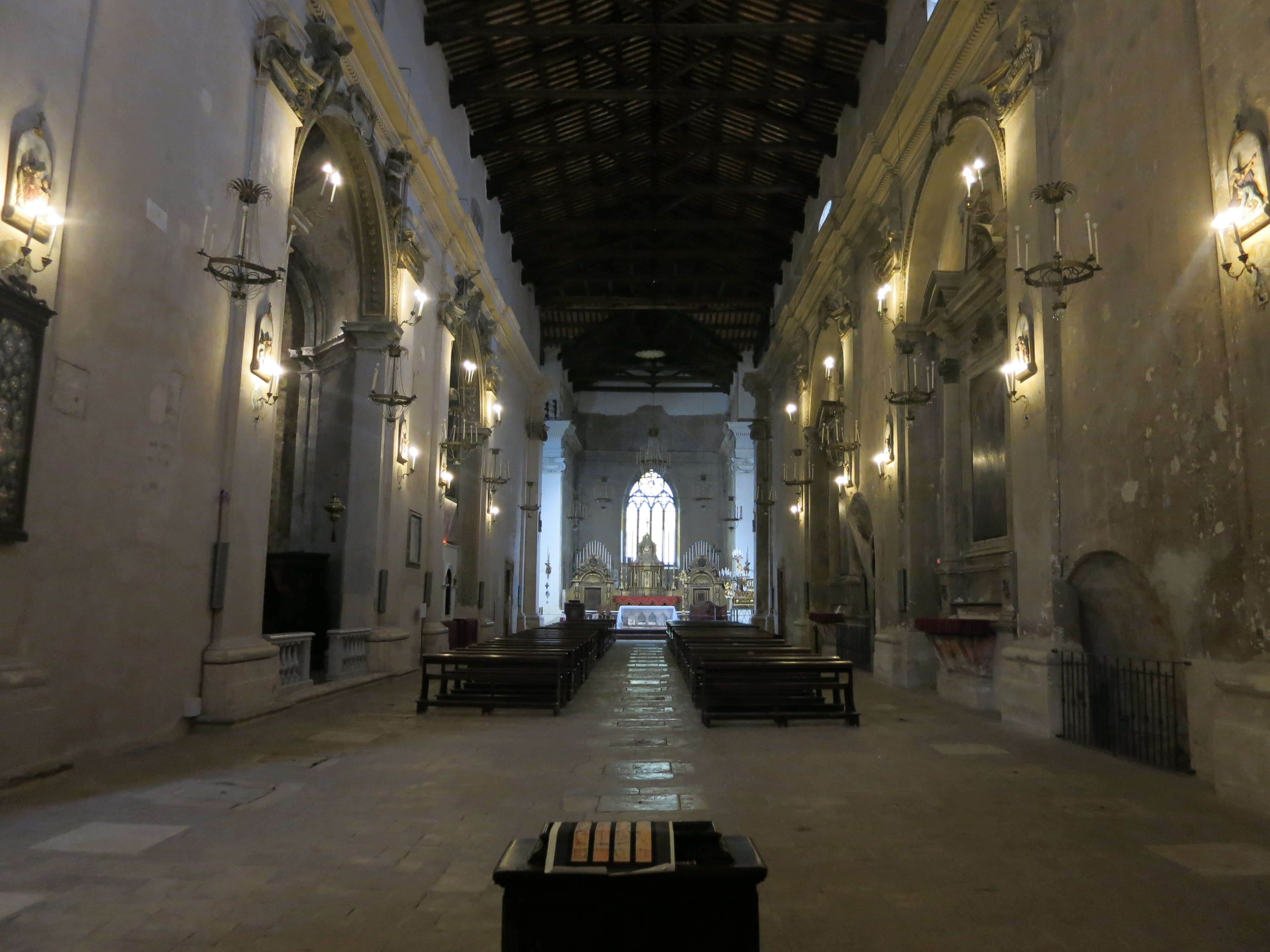
L'interno della chiesa

All'interno la chiesa si presenta con pianta a croce latina, a navata unica e con due transetti laterali. Sul lato sinistro ospita tre grandi cappelle, mentre sul lato destro sorgono altrettanti altari laterali. L'abside a pianta quadrata è dominata da un'ampia quadrifora gotica. Ai due lati dell'abside si trovano gli ampi bracci dei transetti, ciascuno dei quali è affiancato a un'ulteriore cappella.
La copertura era costituita originariamente da una volta barocca, crollata a seguito del terremoto del 1898; oggi al suo posto è visibile una struttura a capriate.

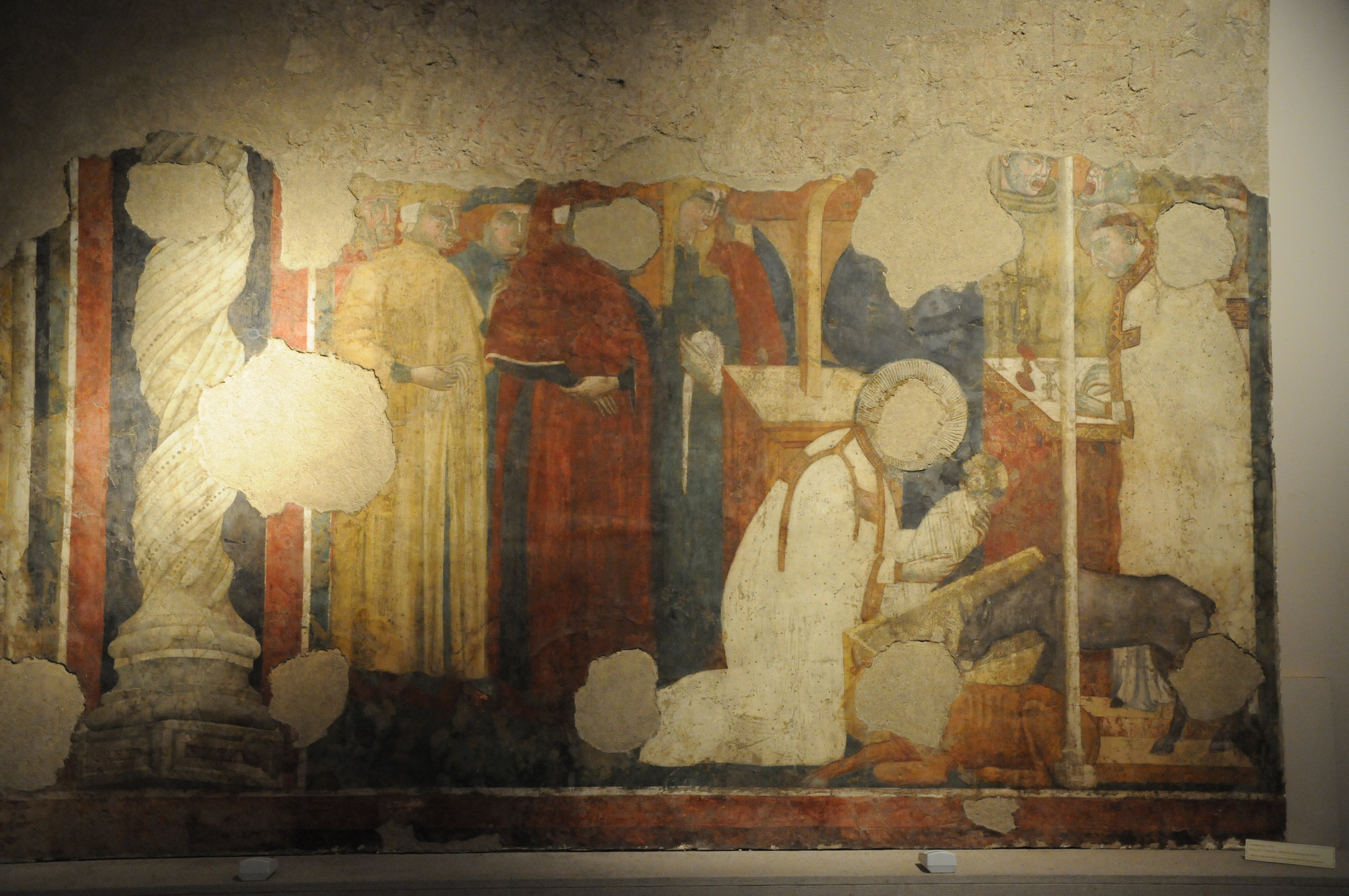
Affresco staccato dalla chiesa di San Francesco e conservato al Museo diocesano di Rieti

#### Cappella di Sant'Antonio
La prima cappella sulla sinistra è dedicata a Sant'Antonio di Padova.
La sua caratteristica principale è un altare in muratura con stucchi dorati e legno scolpito dipinto, realizzato nel 1640 dall'ebanista francese Carlo Bodot di Audun-le-Roman, e parzialmente rifatto da Giovanni Battista Comparetti a riparazione dei danni arrecati dal terremoto del 1703.
Sulla base in finto marmo, poggiano due colonne tortili verdi su cui si avvolgono tralci e foglie dorati. L'architrave del timpano è sorretta da due cariatidi; sul fastigio c'è una tela che raffigura due angeli che mostrano il libro e il giglio, simboli iconografici di Sant'Antonio.
Originariamente, sull'altare era esposta una tela di Vincenzo Manenti raffigurante Sant'Antonio, oggi conservata nella pinacoteca del museo diocesano di Rieti.
Dietro l'altare, nascosta da tendine di velluto blu recanti le iniziali "S. A.", viene riposta la statua di Sant'Antonio che nel mese di giugno viene portata a spalla nella processione dei Ceri.
La copertura è costituita da una cupola. Le pareti della cappella sono ornate con stucchi e dipinti a trompe-l'œil.

#### Cappella dell'Immacolata Concezione
La seconda cappella sulla sinistra è dedicata all'Immacolata Concezione. È dotata di un altare maggiore e due altari laterali.
L'altare maggiore, stuccato nel 1672 da Giovanni Lorenzo Leopardi da Borgo Velino, è caratterizzato da due colonne tortili poggiate su plinti convergenti; il fastigio è mistilineo e concavo ed è ornato da un timpano spezzato e da un rilievo raffigurante lo Spirito Santo. Sull'altare è esposta la tela Apparizione della Vergine a san Giuseppe da Copertino, opera di artista di ambito laziale di fine Settecento.
I due altari laterali, in legno scolpito e dipinto, sono riccamente decorati con angeli-cariatidi su colonne tortili, timpano spezzato, edicola con cariatidi e timpano triangolare.
Quello di sinistra è ornato con la tela Immacolata Concezione con i santi Luca e Francesco del 1635, che rappresenta l'Immacolata, sulla tradizionale falce di luna, che appare fluttuante a san Luca (a sinistra con il vangelo e il bue) e a san Francesco (a destra con il giglio e il saio). È attribuita a Vincenzo Manenti o comunque ad artisti di scuola romana. Come ricordato da un'iscrizione, la tela fu donata alla chiesa dalla famiglia Staffa di cui è riprodotto lo stemma. Fu restaurata nel 1995 dal Rotary Club.
L'altare di destra è spoglio; originariamente era ornato da una tela rappresentante Sant'Andrea, oggi conservata nella pinacoteca del museo diocesano di Rieti.
La copertura è costituita da una cupola. Le pareti della cappella sono spoglie e piuttosto rovinate.

#### Cappella di San Francesco
La terza cappella sulla sinistra è dedicata a san Francesco d'Assisi.
È decorata con stucchi realizzati nel 1672 da Giovanni Lorenzo Leopardi da Borgo Velino.
L'altare maggiore è ornato con la tela Vergine con il Bambino tra san Giuseppe e san Francesco di Vincenzo Manenti.
La copertura è costituita da una cupola.

#### Cappella del beato Bellacci o del Sacramento
La cappella nel transetto sinistro è dedicata al beato Tommaso Bellacci e al santissimo Sacramento.
L'attuale allestimento della cappella fu realizzato nel 1685-87 su disegno dell'architetto Antonio Maria Ravazzani, e presenta analogie con i progetti del Bernini relativi alle cappelle di alcune chiese romane.
L'altare è inquadrato da due colonne scanalate e da un timpano spezzato e inflesso, su cui si trovano tre statue di angeli. Una ghirlanda di fiori sorretta da due angeli incornicia la pala d'altare.
Quest'ultima è costituita dalla tela tardo-barocca Adorazione dei Magi e il beato Tommaso Bellacci di Girolamo Troppa (1687 circa), in cui sono rappresentati i Magi in adorazione e, in secondo piano, san Giuseppe e dietro di lui il beato Tommaso Bellacci.
All'interno dell'altare era conservato il corpo del beato Tommaso Bellacci, morto a Rieti nel 1447 mentre si trovava nell'adiacente convento di San Francesco, finché nel 2006 fu traslato al santuario di Fonte Colombo.
La copertura è a volta ellittica, decorata con stucchi e affreschi; è divisa in quattro pannelli che riportano degli stemmi.

#### Cappella della Natività
La cappella nel transetto destro è dedicata alla Natività. Il suo pavimento si trova a una quota inferiore a quello della chiesa. La copertura è costituita da una volta a crociera.
Sulle pareti di sinistra e di destra si trovano due lapidi apposte nel 1526 che ricordano come la cappella fosse stata decorata dalla famiglia Cerroni.
Ai lati della lapide di sinistra si trova un avanzo di affresco risalente alla fine del Trecento che doveva raffigurare il Sacrificio di Abramo; nella fascia sotto la lapide un altro resto di affresco del Quattrocento raffigurava la Madonna della misericordia. Entrambi sono molto consumati e a malapena visibili.

### Convento
Il convento di San Francesco, sorto insieme alla chiesa, si trova immediatamente a destra dell'edificio di culto, saldato alla sua parete esterna.
Attualmente il fabbricato funge da edificio scolastico ed è la sede centrale del liceo scientifico statale Carlo Jucci.
L'edificio si compone di due piani e si sviluppa attorno ad un chiostro lastricato a ciottoli, occasionalmente usato per ospitare eventi ed esposizioni, a cui si accede direttamente da piazza San Francesco (tramite una porta collocata a destra di quella della chiesa), oltre che dall'interno del convento. 
Oggi nel chiostro è cresciuta molta erba.
Al piano terra intorno al chiostro si sviluppa un portico, sulle cui pareti si possono osservare 15 lunette affrescate, mentre al piano superiore si sviluppa un terrazzo.

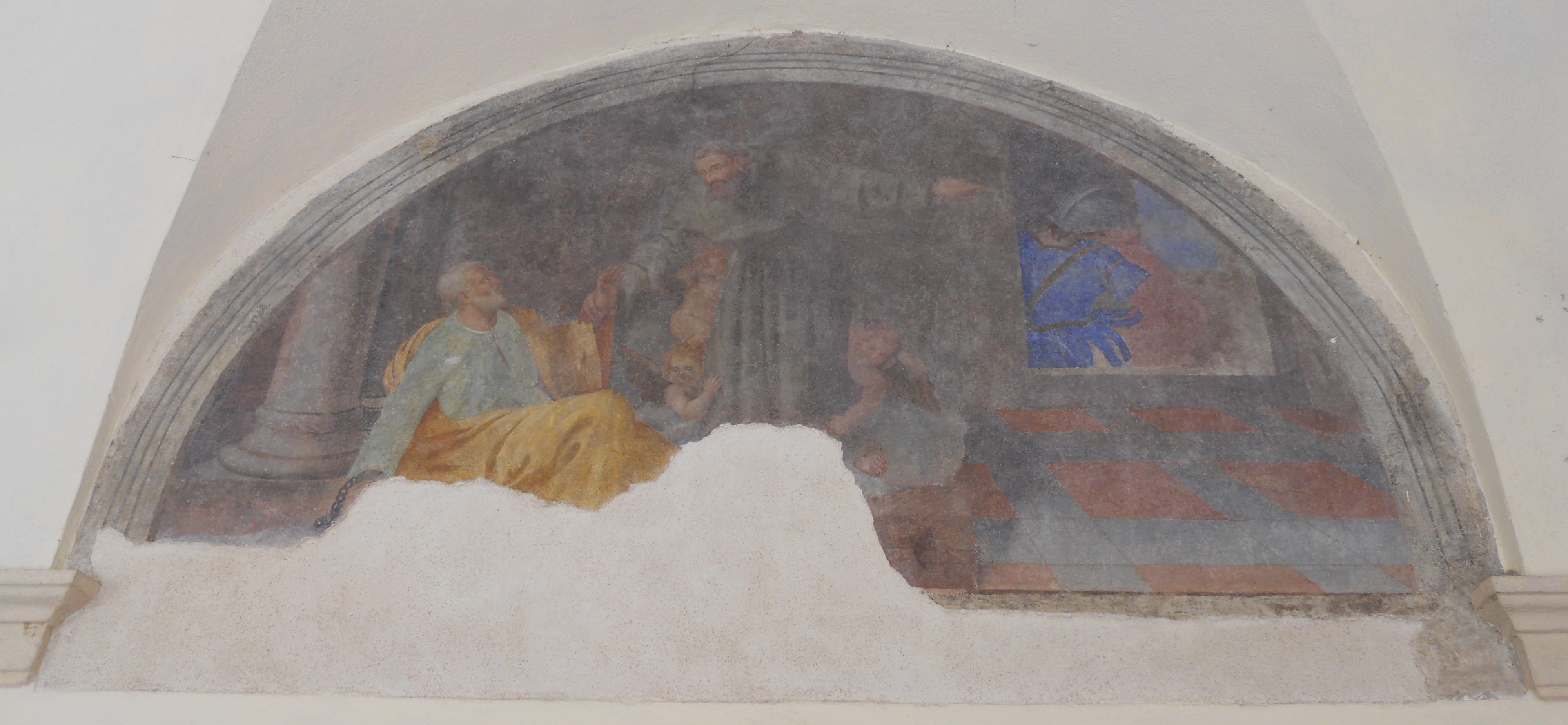
Una delle lunette sul lato Ovest del chiostro

### Oratorio di San Bernardino

L'interno dell'oratorio di San Bernardino in una foto del 1932

Di fianco alla chiesa vera e propria è situato l'oratorio di San Bernardino.
All'esterno, l'ingresso dell'oratorio è caratterizzato da un portale sovrastato da un affresco piuttosto sbiadito. La facciata culmina in un proprio campanile a vela.
All'interno, l'oratorio è ornato con pregevoli stucchi e affreschi realizzati da Tobia Cicchini. Gli altari sono ornati da tele di Andrea Torretti, autore anche di alcuni affreschi nelle pareti.

Sulla volta, quattro scompartimenti sono dipinti con Fatti della vita di San Bernardino, opera di Ascanio Manenti risalente ai primi del Seicento.

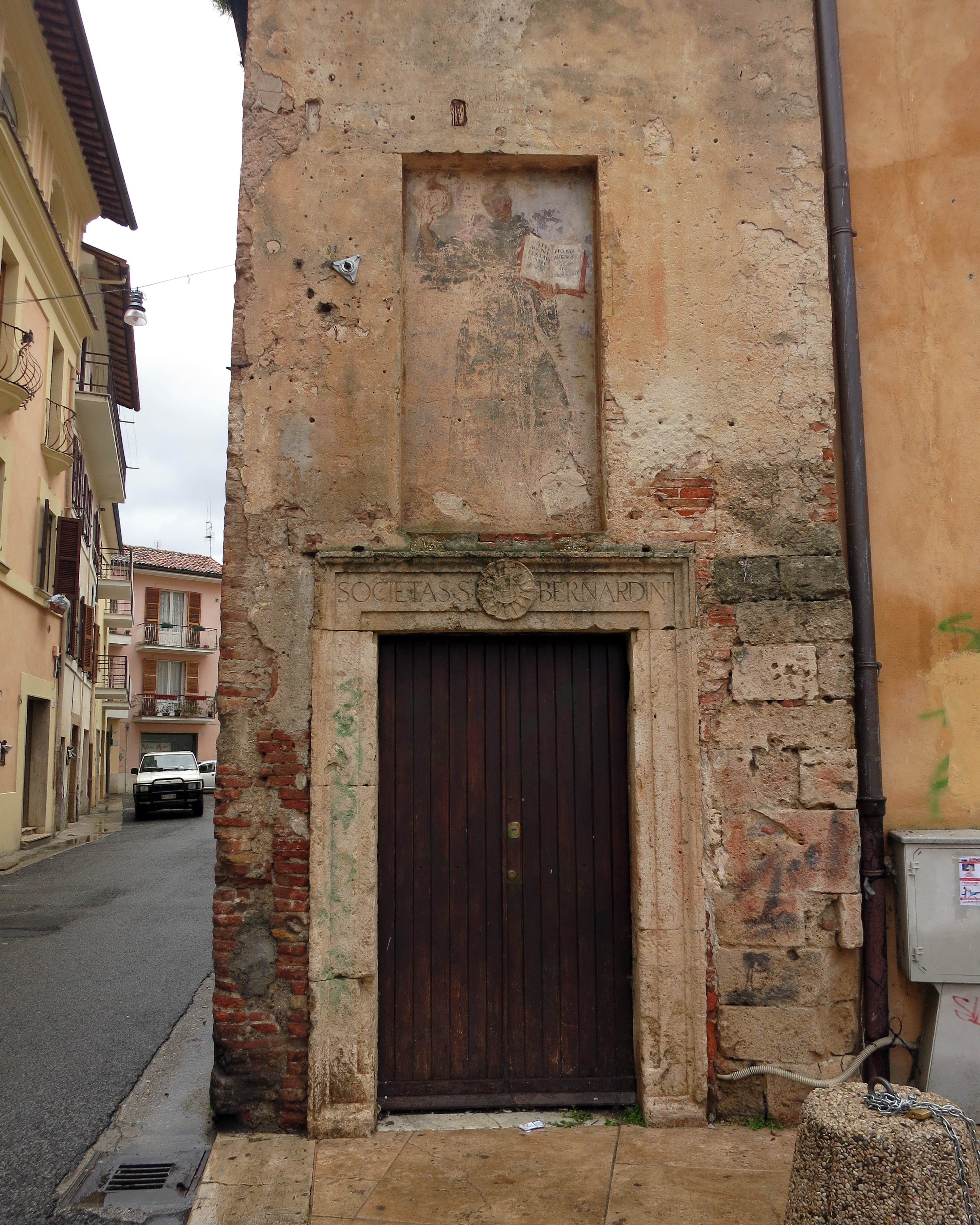
Il portale dell'oratorio
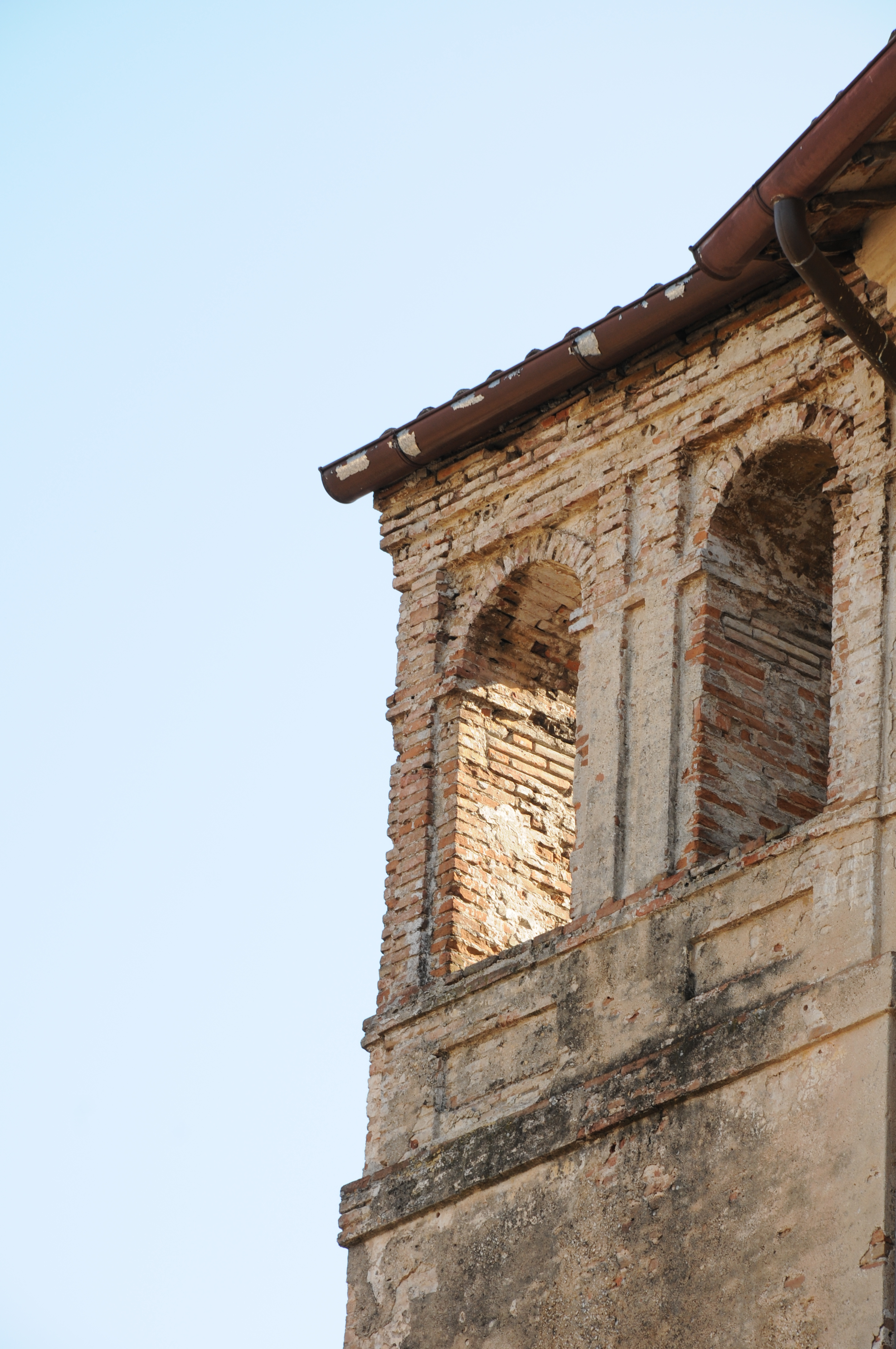
Il campanile dell'oratorio

## Il culto di Sant'Antonio di Padova

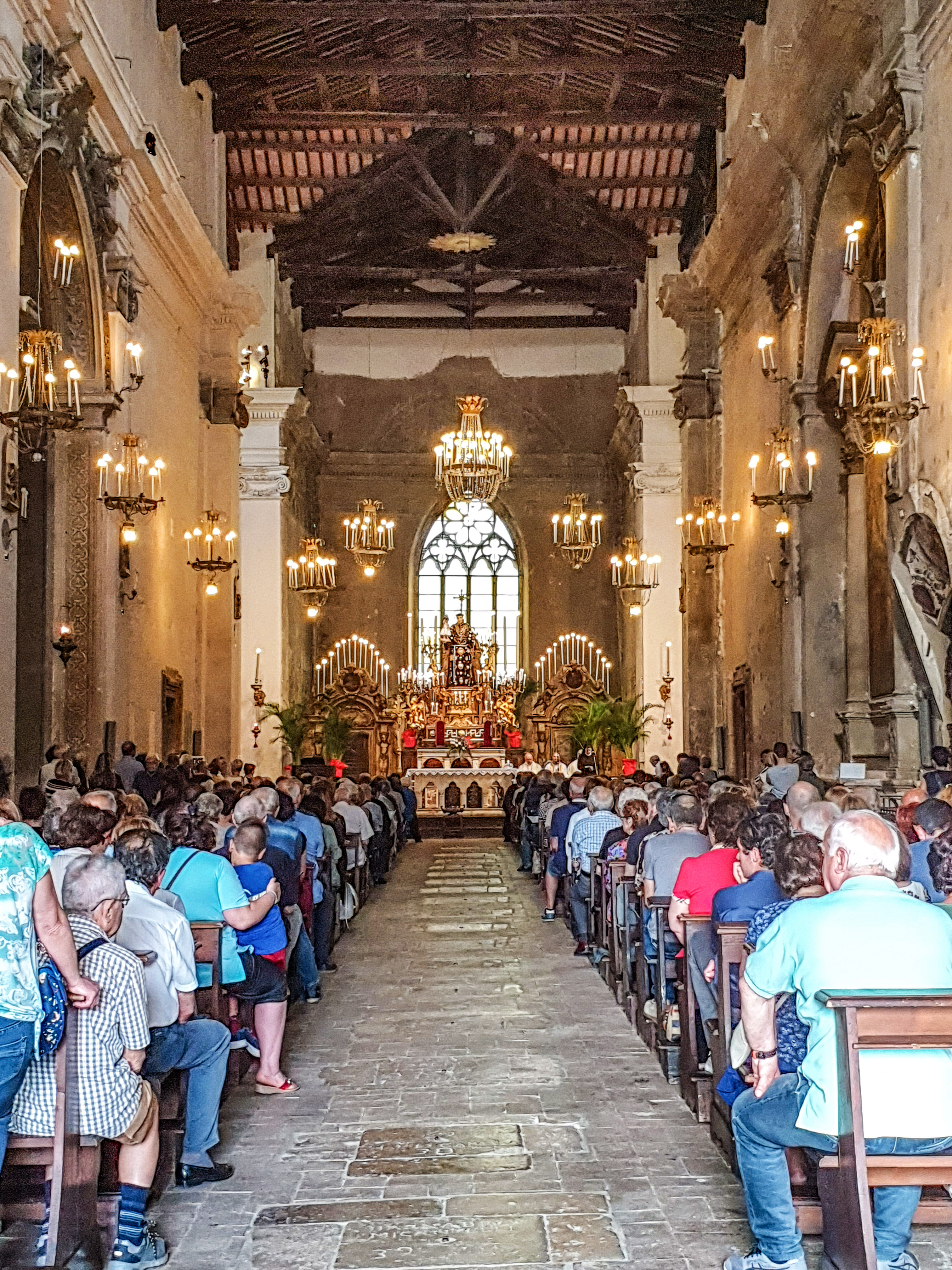
La statua di Sant'Antonio esposta nella chiesa durante il Giugno Antoniano

La chiesa ospita la statua di Sant'Antonio di Padova venerata dai reatini, portata ogni anno nella Processione dei Ceri durante le celebrazioni del Giugno Antoniano, processione che parte proprio da questa chiesa.